# Ronald George Wreyford Norrish
Ronald George Wreyford Norrish (9. listopadu 1897 – 7. června 1978) byl anglický fyzikální chemik, nositel Nobelovy ceny za chemii za rok 1967. Obdržel ji společně s Manfredem Eigenem a Georgem Porterem za výzkum mimořádně rychlých chemických reakcí. Vystudoval v Cambridge, kde pak strávil celou akademickou dráhu. Za první světové války bojoval a byl v zajetí. Je objevitelem Norrishovy reakce.